# Lessertia emarginata
Lessertia emarginata är en ärtväxtart som beskrevs av Schinz. Lessertia emarginata ingår i släktet Lessertia och familjen ärtväxter. Inga underarter finns listade i Catalogue of Life.